# Lanová dráha Bica
Lanová dráha Bica (portugalsky Ascensor da Bica, někdy také Elevador da Bica), je pozemní lanovka v lisabonské čtvrti Misericórdia. Spojuje Rua de São Paulo s Calçada do Combro / Rua do Loreto a provozuje ji společnost Carris. Od roku 2002 je tato historická lanovka z roku 1890 chráněna jako portugalská národní památka.
Linka funguje na klasickém principu pozemní lanové dráhy se dvěma kolejovými vozy trvale připojenými k opačným koncům lana, které je na horním konci dráhy vedeno přes kladku. Lano spojuje oba vozy tak, že jeden stoupá a druhý současně klesá, přičemž jeden vůz funguje jako protiváha pro ten druhý. V Česku stejným způsobem pracuje lanová dráha na Petřín v Praze.

## Dějiny
V roce 1888 podepsal magistrát Lisabonu smlouvu s firmou Nova Companhia dos Ascensores de Lisboa, která dostala koncesi na instalaci a provoz výtahového systému, který by spojoval Rua da Bica de Duarte Belo s Rua de São Paulo po ulici Largo do Calhariz. Projekt navrhl Raoul Mesnier du Ponsard. Mechanika výtahu byla instalována v roce 1890, po vybudování trati. Pravidelný provoz však byl zahájen až 28. června 1892, po několika letech zkoušek.

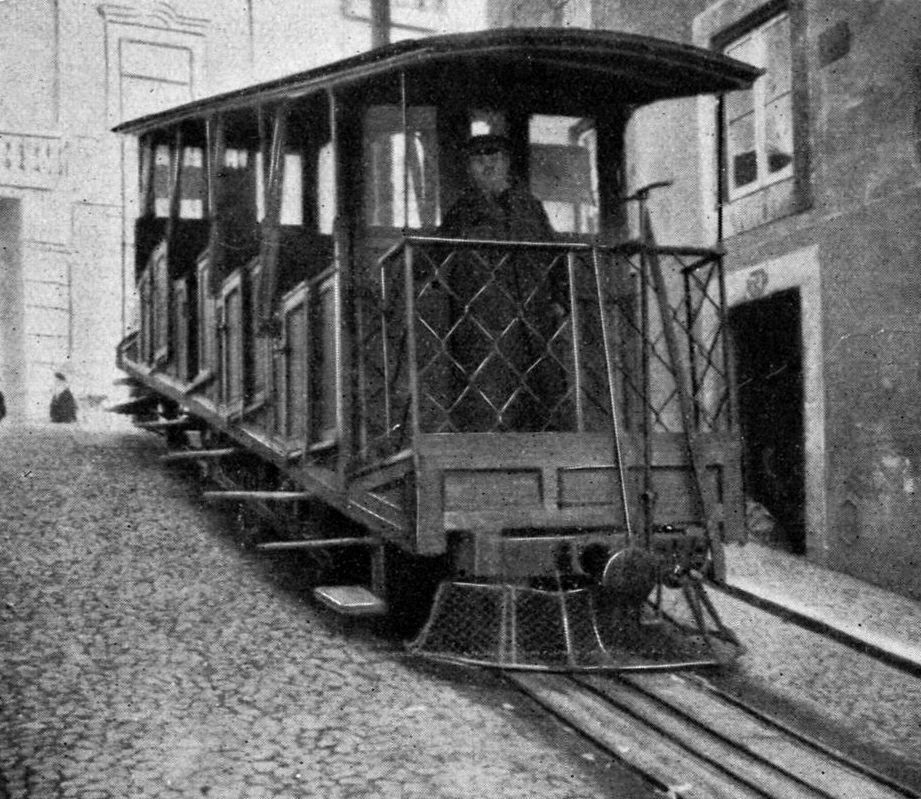
Vůz lanovky na horní zastávce v roce 1909

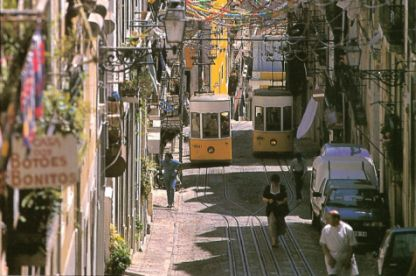
Svah mezi Rua da Bica de Duarte Belo a Rua de São Paulo

V roce 1912 Nova Companhia dos Ascensores Mecânicos de Lisboa podepsala novou smlouvu s magistrátem, která jí umožnila provést elektrizaci všech tratí. V letech 1914 až 1916 byl dokončen projekt automatizace dopravního systému pomocí elektrických systémů. Bohužel během testů došlo k nehodě, kdy se jeden z vozů stal neovladatelným, narazil do dolní stanice Rua de São Paulo a byl úplně zničen. V důsledku toho byla lanovka po několik dalších let mimo provoz. Po rozpuštění Nova Companhia dos Ascensores Mecânicos de Lisboa se lanová dráha stala majetkem firmy Companhia Carris (nebo krátce Carris).
V roce 1923 obecní zastupitelstvo požádalo, aby společnost Carris uvedla lanovku Bica do provozu a donutila ji opravit trať a pořídit nové vozy, které vyrobila firma Theodore Bell. V roce 1927 lanová dráha obnovila provoz.
Lanová dráha Bica je od roku 2002 památkově chráněná a roku 2005 bylo navrženo zřídit pro ni zvláštní ochrannou zónu. To bylo v roce 2009 schváleno ministrem kultury a od 20. května 2011 je kolem lanovky v platnosti urbanistické ochranné pásmo (Diário da República, 874/2011, Série-2, 98).

## Architektura

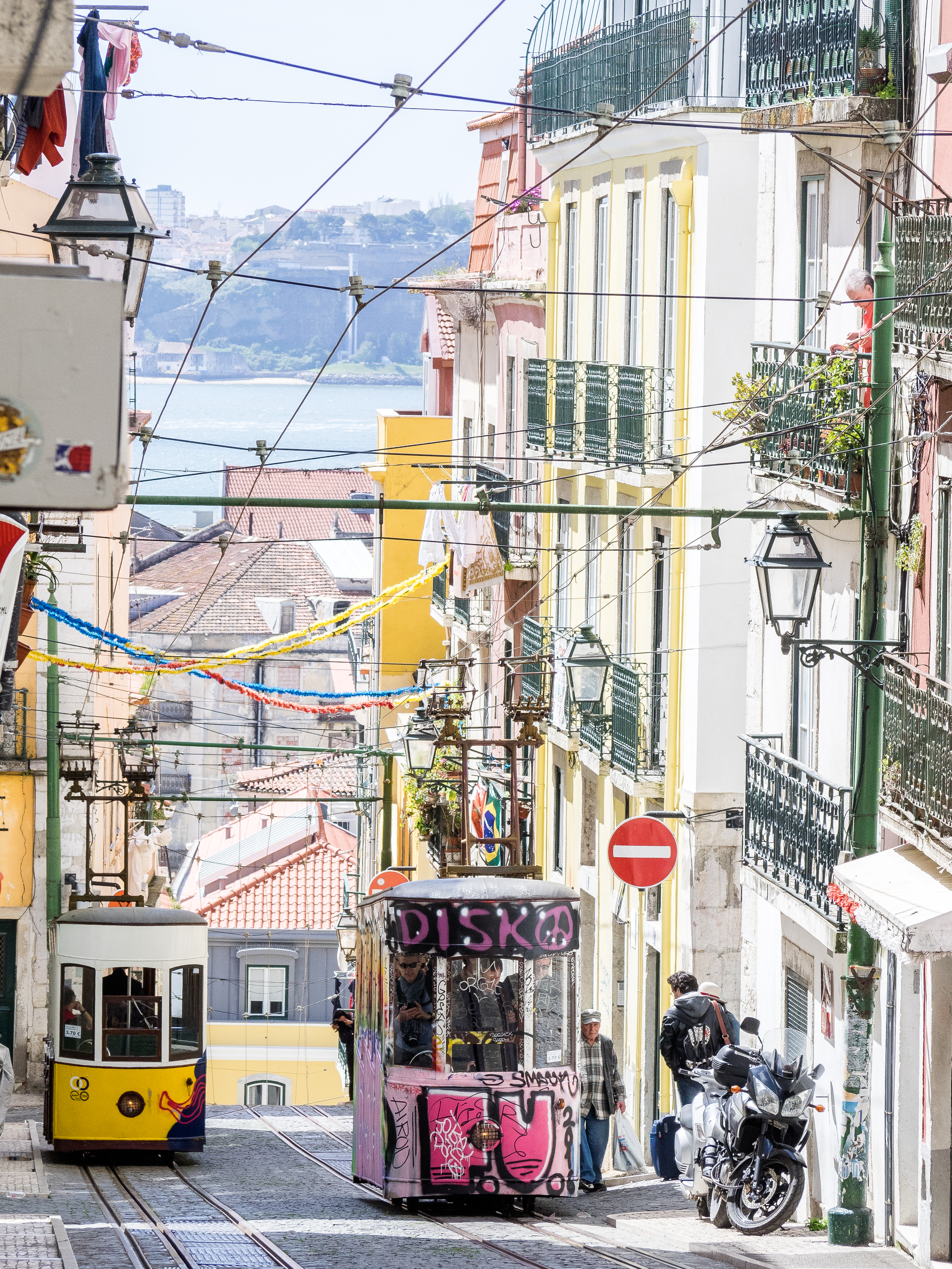
Míjející se vozy lanovky

Trať lanovky vede na okraji čtvrti Pombaline v centru Lisabonu s výhledem na řeku Tajo a zdolává výrazný svah. V místě stojí převážně činžovní domy postavené v 18. století.
Lanovka má dva vozy, které jezdí současně v opačných směrech. Vozy mají troje dveře na obou stranách, přičemž nalevo i napravo od každých dveří je okno. Dveřím odpovídají tři oddíly vozu vybavené dřevěnými lavicemi.
Lanovka stoupá po 11,8% sklonu a ujede vzdálenost 245 metrů. Na trati jsou mezilehlé zastávky Rua da Bica, Largo de Santo Antoninho a Travessa da Bica Grande. Lanovka Bica byla původně poháněna párou, v roce 1914 dostala elektrický pohon. Dolní stanice na Rua de S. Paulo je téměř skryta za fasádou s nápisem Ascensor da Bica.

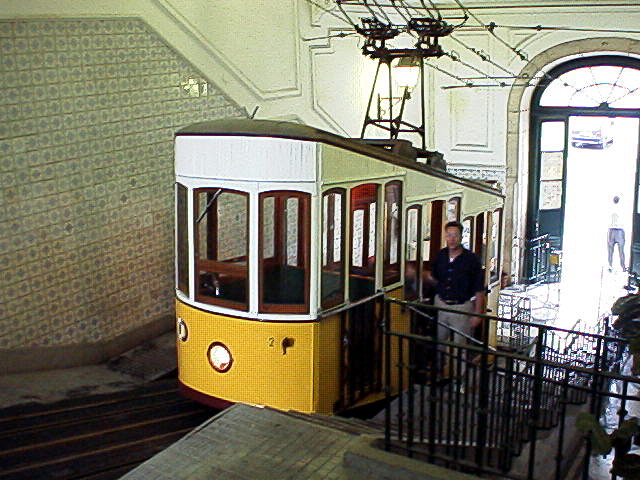
Vstup na Rua de São Paulo, interiér

Fasáda stanice je rámována kamennou výzdobou, s branami z tepaného železa a portikem s obloukem. V horních patrech jsou obdélníková okna, v prvním a druhém patře jsou verandy a ve třetím patře jsou menší okna. Horní patro odděluje od mansardové střechy ozdobná římsa s kovaným zábradlím. V interiéru je malé atrium s chodbou pro vozy lanovky; nástupiště s dlaždicovým obložením, omítnutými stěnami a azulejo dlaždicemi je ohraničeno kovanou železnou bránou a bočními schodišti.